# 彰化市農業倉庫
彰化農業倉庫為過去彰化市的穀倉建築，在1925年 (大正14年) 落成啟用，由「彰化振業信用購買販賣利用組合」經營，為日治時期全台11所農業倉庫的其中一座，其具有特殊的半圓型屋頂和拱形迴廊，是台灣日治時期的穀倉中受到現代建築的結構與造型影響最多的一座。其在2016年4月被彰化縣文化局列為列冊追蹤的文化資產，但隨即遭彰化市農會啟動拆除工程，後被文化局要求緊急停工，最後被登錄為彰化縣定古蹟。

## 介紹

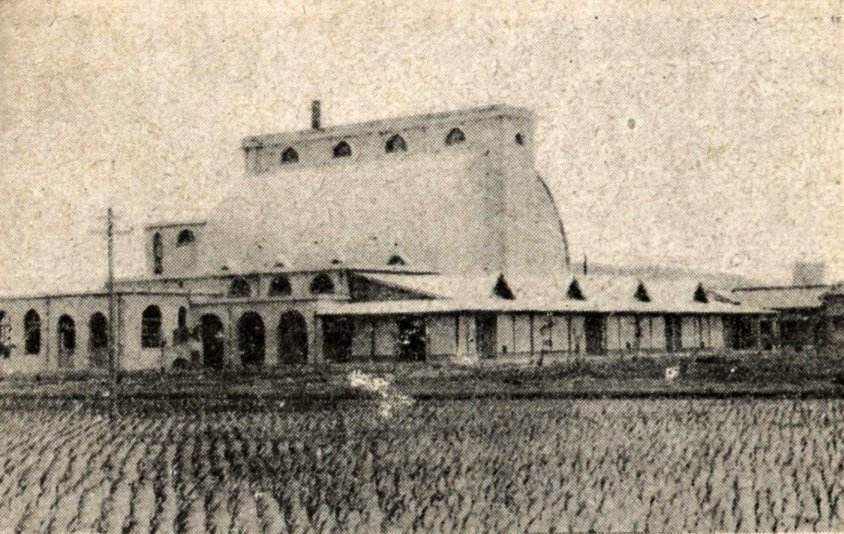
彰化農業倉庫

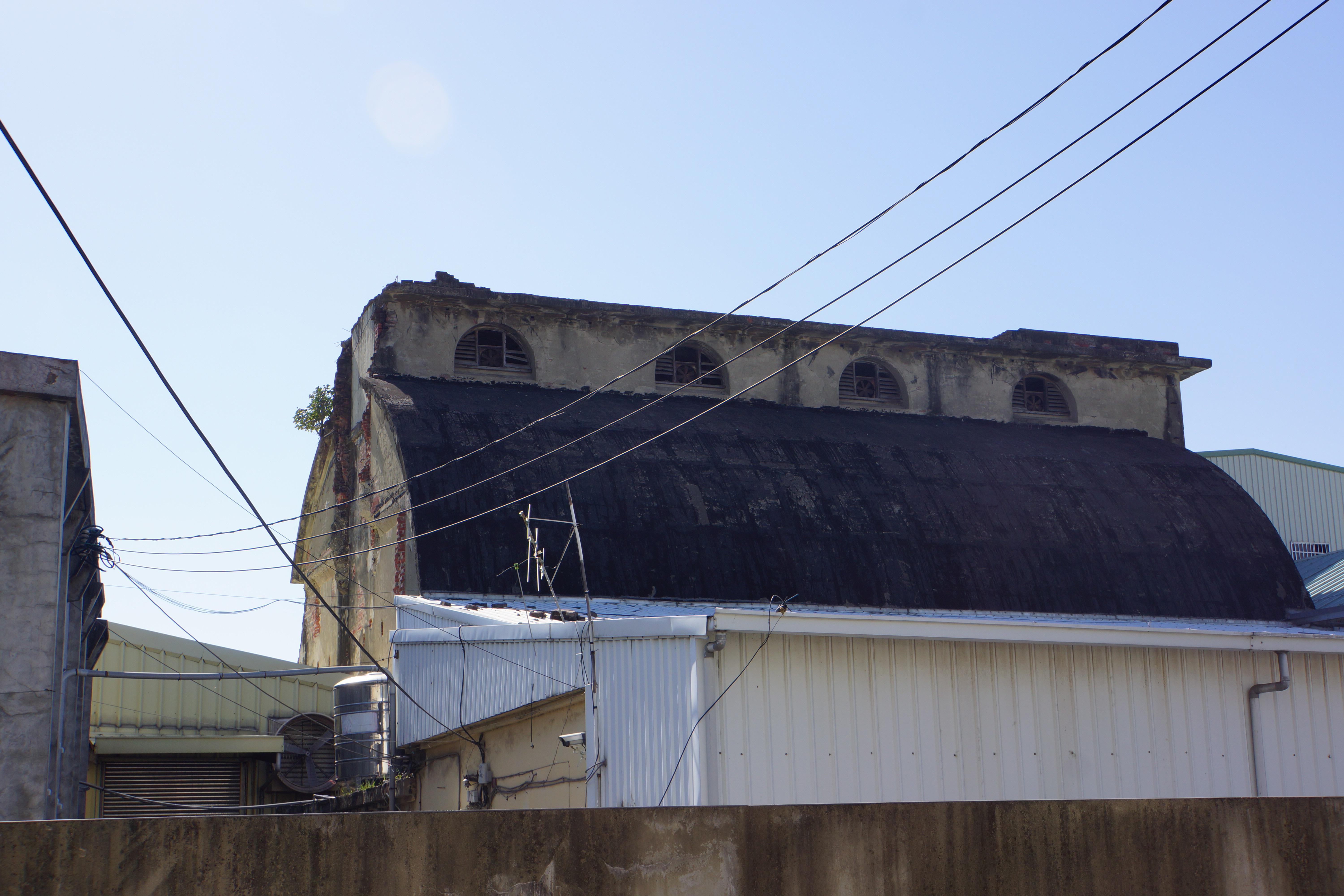
2014年時的倉庫

日治時期的農業與水利灌溉工程改良後，稻米逐年增產，而當時台灣中部地區唯一的台中農業倉庫逐漸到了無法存放的程度，於是後來在彰化和員林各設置了農業倉庫。彰化農業倉庫在1925年落成啟用，而彰化與員林農業倉庫的庫儲量合計即超過了台中倉庫的量。此倉庫由彰化振業信用購買販賣利用組合經營，其在1944年更名為「彰化市農業會」，在戰後改制為「彰化市農會」，並由彰化市農會使用至今。
2016年4月1日，彰化文資審議委員會認定彰化農業倉庫具有歷史價值及再利用潛力，決議列冊追蹤。同年4月17日，彰化市農會在沒有拆除執照的情況下，突然強行進行拆除作業，引起在地公民團體關注及搶救行動。雖然彰化農業倉庫的主體建築在文化局長吳蘭梅任內被拆到不剩一半，經地方團體組成「搶救農業倉庫聯盟」持續搶救，爭取農業倉庫列入古蹟保護。由於其見證彰化地區農業生產歷史，以及其特殊的建築形式，在陳文彬局長上任後8月10日經彰化縣文化資產審議委員會審議指定為彰化縣定古蹟。彰化縣文化局在2018年10月向文化部提送修復工程，但其新舊並陳的修復計畫被文化部駁回，而修復工程預算概估約一億元新台幣。

### 文化資產價值
- 2001年，彰化縣文化局出版《彰化縣九十年度歷史建築清查報告書》(計畫主持：傅朝卿老師)，確認應該保存。
- 2006年1月，彰化縣文化局出版《彰化縣重大意義歷史建築調查研究》(計畫主持：傅朝卿老師)，再確認應該保存。
- 2015年11月25日，彰化縣鐵路村文化再生協會總幹事陳怡安以個人提報填報申請表，向彰化縣文化局提報「彰化市農業倉庫」為古蹟或歷史建築。
- 2016年8月10日，彰化縣文化局陳文彬局長任內，彰化縣文化資產審議委員會通過「彰化市農業倉庫」為縣定古蹟。[4]

彰化縣文化資產審議委員會指定古蹟理由，基於「彰化市農業倉庫」（一）具歷史文化價值：見證彰化稻米生產、台灣農業發展歷程與日治時期彰化農會及振業組合歷史，（二）各時代表現地方營造技術流派特色者：其內倉RC薄殼、周圍磚拱、太子樓展現日治時期台灣建築技術，為國內眾多穀倉中僅存的RC薄殼，不易再現，其造型特殊具有台灣建築史研究意義、功能、造型與空間、結構的整合，是台灣穀倉建築發展過程的重要物證，(三)具稀少性，不易再現者：目前在國內具稀少性。(四)具其他古蹟價值者：深具觀光發展再利用潛力。

## 外部鏈結
- 「然後它就被拆了」 一張圖了解搶救彰化農會大事記| 公民行動影音紀錄 （页面存档备份，存于）